# Д.П.О. (Цілком таємно)

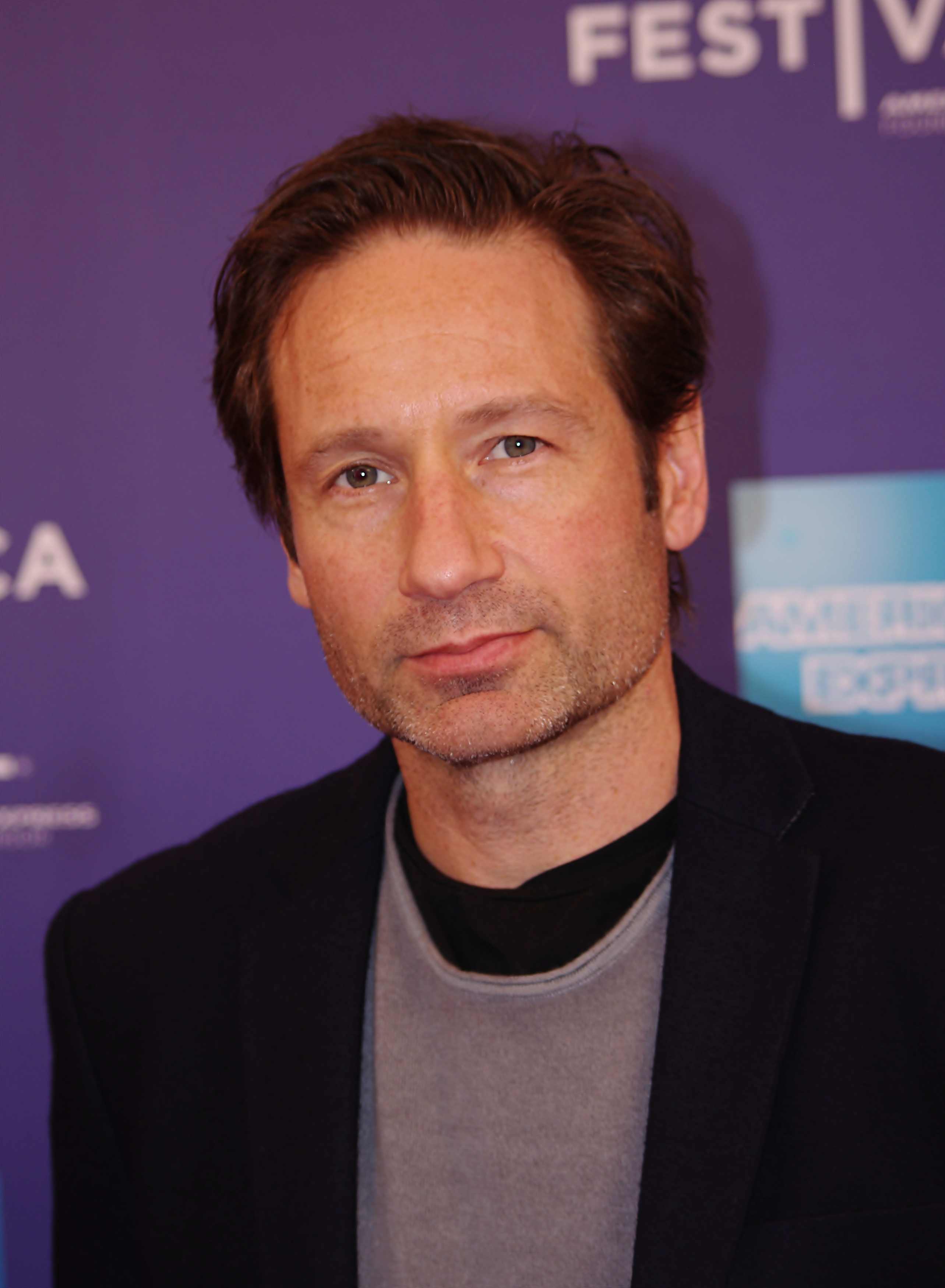

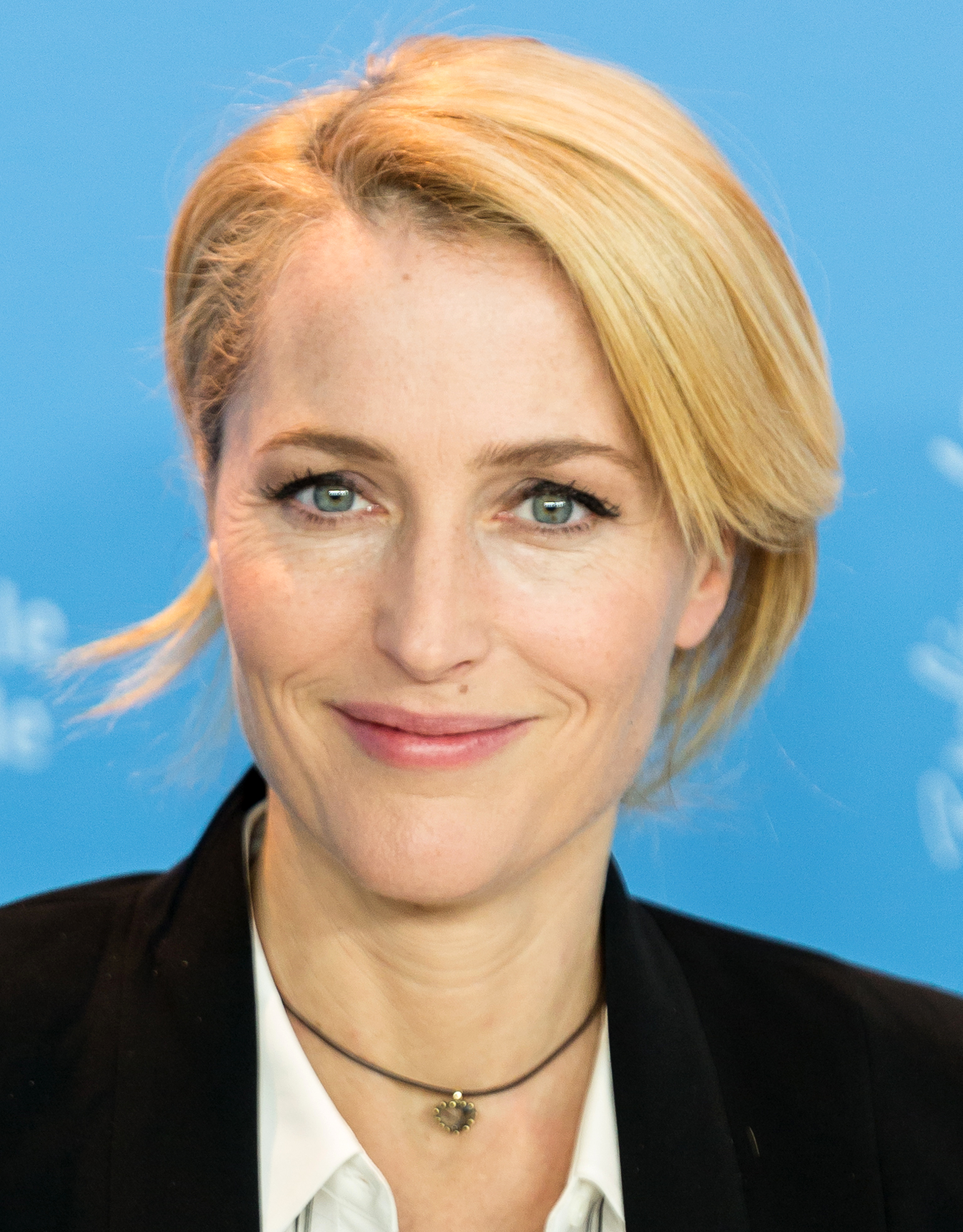

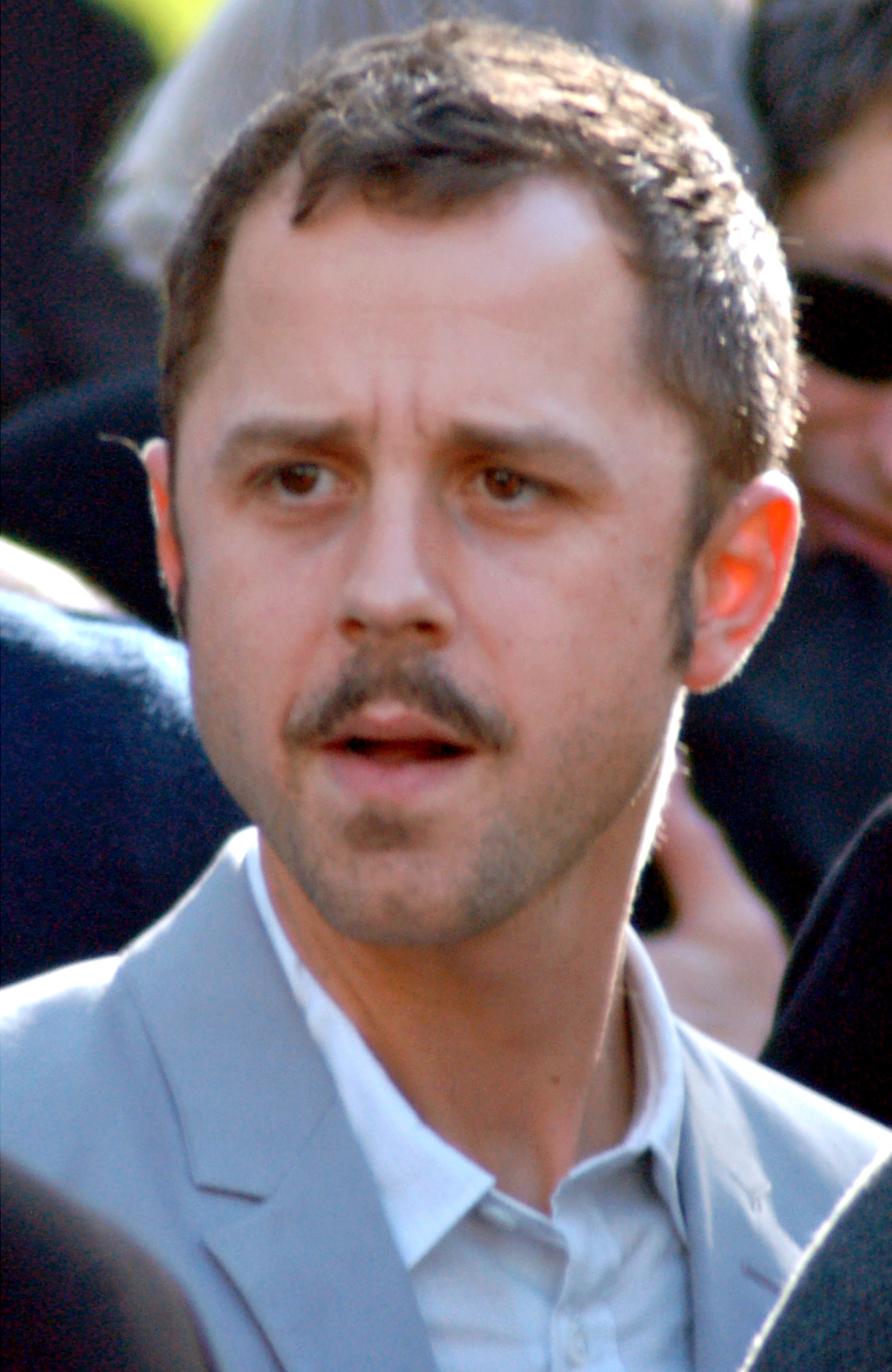

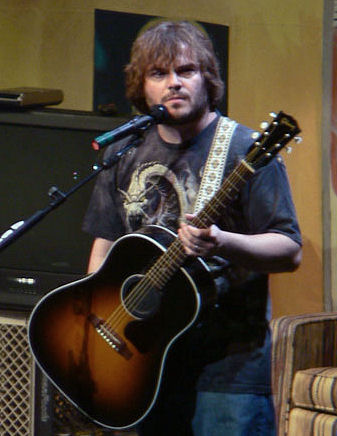

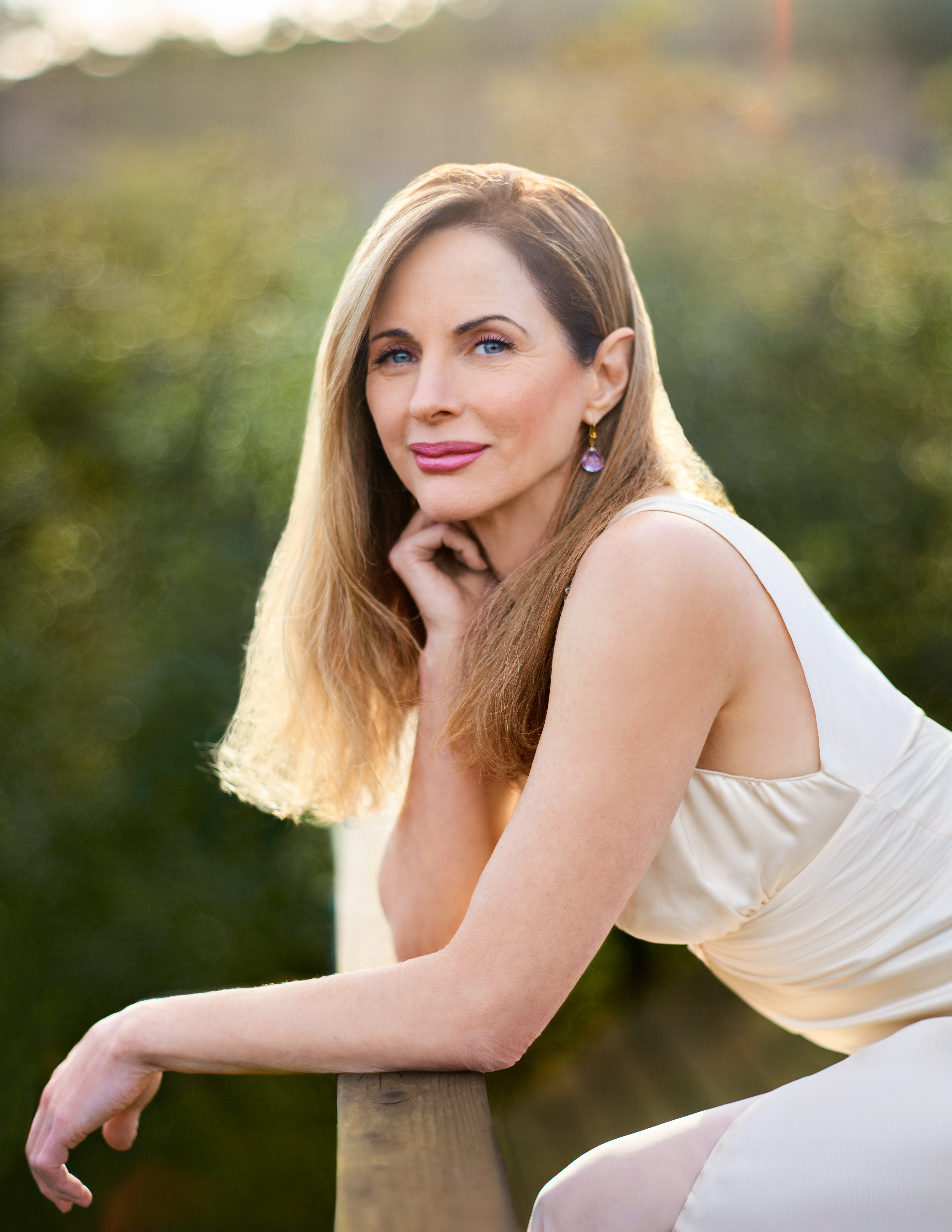

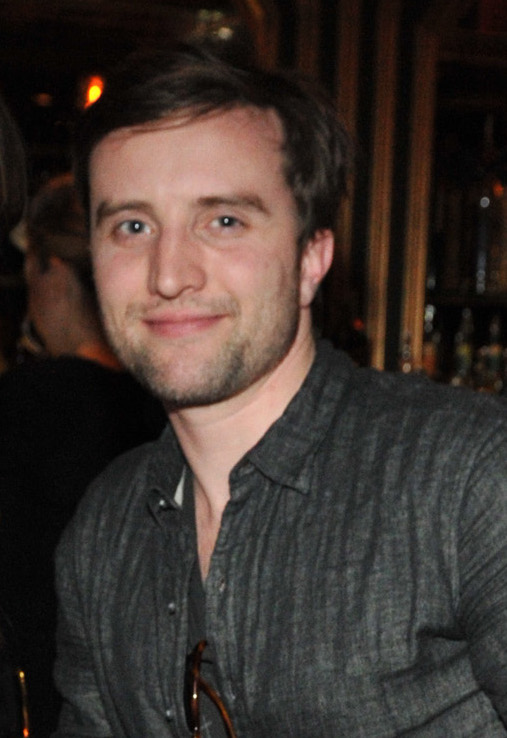

«Д. П. О.» — третя серія третього сезону американського науково-фантастичного серіалу «Цілком таємно». Вперше була показана на телеканалі Фокс 6 жовтня 1995 року. Сценарій до нього написав Говард Гордон, а режисером був Кім Меннерс. Ця серія отримала рейтинг Нільсена в 10.9 балів і її подивились 15.57 млн осіб. Епізод отримав гарні відгуки від критиків. Ідея серії належить Крісу Картеру, який спочатку назвав її «Хлопець-блискавка». Ідея серії була придумана ще під час зйомок першого сезону, але «покладена в довгий ящик».
Серіал розповідає про двох агентів ФБР Фокса Малдера (роль виконав Девід Духовни) та Дейну Скаллі (роль виконала Джилліан Андерсон), які розслідують паранормальні випадки, що називають «файли X». В цій серії агенти розслідують низку смертей в Оклахомі, пов'язаних із блискавками, і як пізніше з'ясується, спричинених хлопцем, який сам пережив удар блискавки.

## Сюжет
В залі гральних автоматів у містечку Коннервіль (Оклахома) два хлопця, Джек Хеммонд та Дерін Пітер Освальд посварились через те, що не поділили гральний автомат. Хеммонд штовхнув Освальда на підлогу, після чого в залі зник струм, окрім музичного автомата, який починає грати пісню «Ring the Bells». Хеммонд виходить і сідає в свою машину. Він заводить автівку і в ній починає грати та сама пісня, вона лине з усіх каналів. Машину вражає струм, і разом з нею Хеммонда, вбиваючи його. Освальд, який дивився на це все, повертається грати далі зі своїм колегою «Зіро» що тут працює.
Агенти Малдер та Скаллі приїжджають в Коннервілль щоб розслідувати цю смерть, яка є вже п'ятою в серії схожих випадків — усі вони юнаки у віці від 17 до 21 року. В Коннервілі працює метеорологічна лабораторія, що досліджує блискавки. Агенти з'ясовують, що на момент смерті з оточуючих закладів працювали лише гральні автомати. Скаллі опитує Барта Лікуорі, в якого була зміна на гральних автоматах саме в цей час, але він каже, що нічого не бачив. Тим часом Малдер помічає, що на гральному автоматі був встановлений рекорд приблизно у час смерті Хеммонда. Рекорд був підписаний «Д. П. О.». Малдер розуміє, що цей рекорд встановив Дерен Пітер Освальд — перша жертва блискавки і єдина жертва, яка вижила. Це означає, що він був присутній там в часі смерті Хеммонда. Агенти приходять до нього на роботу в автомайстерню, де він розмовляє з місіс Ківіт, і опитують Освальда, але він каже, що нічого не бачив. Тим не менш, телефон Малдера дивним чином перегрівається у його присутності.
Стривожений візитом агентів Лікуорі приходить ввечері додому до Освальда та виказує своє занепокоєння. Освальд відкидає всі застереження Лікуорі і іде на поле, де пасеться худоба. Він викликає блискавку, яка вдаряє в нього і декількох корів. Блискавка не завдала Освальду жодної шкоди. Наступного дня агенти разом з місцевими правоохоронцями приїжджають на це поле, де від блискавки померло три корови. Там агенти помічають у фульгуриті відбиток підошви, який згодом виявляється відбитком взуття Освальда. Тим часом Освальд сидить біля перехрестя та намагається спричинити автомобільну аварію вмикаючи на світлофорі зелене світло на обидвох дорогах одночасно. Нарешті йому це вдається.
Агенти приходять додому до Освальда та обшукують його кімнату. Вони знаходять фотографію колишньої вчительки і дружини начальника Освальда Шерон Ківіт в порножурналі.
Начальник Освальда приїжджає на місце аварії евакуатором, але в нього трапляється серцевий напад. Лікарі не можуть нічого зробити, бо дефібрилятор не працює. Освальд підходить до свого начальника і «рятує» його.
Згодом агенти дізнаються про нерозділене кохання Освальда до учительки Шерон Ківіт. Агенти навідуються в лікарню, де Шерон сидить біля ліжка свого чоловіка. Вона каже агентам, що Освальд розповів їй про свої надможливості. Там же передивляються медичні записи щодо Освальда та з'ясовують, що в нього гіпокаліємія — нестача електролітів в крові. Агенти затримують і допитують Освальда, але він заперечує свою причетність до смертей. Шерифу згодом доводиться його відпустити за недостачею доказів. Тієї ж ночі Лікуорі, закриваючи зал гральних автоматів, вимикає струм, але один гральний автомат не вимикається. Коли Лікуорі підходить до нього, він таки вимикається, але вмикається музичний автомат, який грає «Hey Man Nice Shot». Розуміючи, що Освальд хоче його вбити, він починає бігти звідти, але на вулиці його вражає блискавка. Це зробив Освальд, оскільки був впевнений, що Лікуорі розповів про нього агентам.
Агенти, дізнавшись, що Освальда відпустили, їдуть в лікарню, щоб захистити Ківітів, але коли вони приїжджають в медзакладі гасне світло. Агенти розуміють, що Освальд тут. Освальд вимагає, щоб місіс Ківіт пішла з ним, але Скаллі бере його на приціл. Місіс Ківіт погоджується піти з ним в обмін на безпеку свого чоловіка. Вони ідуть, Освальд тільки зусиллям заводить випадково викрадену автівку. По дорозі з'являється шериф, місіс Ківіт втікає, а Освальд вбиває шерифа блискавкою. Врешті Освальда поміщають в психіатричну лікарню штату Оклахома.

## Створення
Ідея серії належить Крісу Картеру, який спочатку назвав її «Хлопець-блискавка». Ідея серії була придумана ще під час зйомок першого сезону, але була «покладена в довгий ящик». Ідея Картера була лише у серії про хлопця, який міг контролювати блискавку. Сюжет був придуманий вже під час зйомок третього сезону. Сценарист Говард Гордон сказав, що ключовим моментом була ідея використати надможливість хлопця як метафору для вседозволеності молоді. Гордон описав серію як «Наелектризовані Бівис і Батхед».
Шериф Теллер був названий на честь ілюзіоніста Реймонда Теллера з дуету «Пенн і Теллер». Цей дует хотів з'явитися в серіалі, але Кріс Картер не зміг знайти для них місця, тому просто зробив посилання на одного з них в цій серії. Обсерваторія блискавок Астадоріан була названа на честь Мері Астадоріан, помічниці Кріса Картера. Джованні Рібісі отримав головну роль в серії, але після того, як директор по персонажам Рік Міллікан зробив для нього тренування, оскільки той завалив першу спробу пройти кастинг. Найкращий друг режисера Кіма Меннерса був вбитий на третій день зйомок і режисера планували замінити, але Меннерс залишився за власним бажанням. Ефекти блискавок були створені спеціалістом зі спецефектів Девідом Гатьє. Всі актори, які виконували роль персонажів, яких вдарить блискавка, носили спеціальні костюми. Але найскладніше було підготувати сцену із перемиканням світлофорів. Довелось прибрати телефонні проводи та побудувати біг-борд. Для зйомок дому Освальда використали будинок на фермі в Альбіоні, Британська Колумбія, який також знімали у фільмах «Джуманджі» та «Дженніфер 8». Продюсери мали певні складнощі з отриманням дозволу на зйомку мертвих корів через можливу негативну реакцію організацій захисників тварин. Коли муляж корови виявився зовсім неправдоподібним, продюсери отримали дозвіл зняти мертву корову із скотобійні.

## Знімались
| Актор             | Роль                |
| ----------------- | ------------------- |
| Девід Духовни     | Фокс Малдер         |
| Джилліан Андерсон | Дейна Скаллі        |
| Джованні Рібізі   | Дарін Пітер Освальд |
| Джек Блек         | Барт «Зеро» Лікворі |
| Ерні Лайвлі       | шериф Теллер        |
| Карен Віттер      | Шарон Ківіт         |
| Стів Макай        | Френк Ківіт         |
| Джейсон Гріффіт   | перший парамедик    |
| Аарон Пул         | спостерігач         |